# Одо Марквард
Одо Марквард (на немски: Odo Marquard) е германски философ.

## Биография
Роден е на 26 февруари 1928 година в Щолп, Померания (днес Слупск, Полша). Учи философия, филология и теология в университетите на Мюнстер и Фрайбург. Дипломира се с теза върху философията на Имануел Кант (1954). Става асистент на Йоахим Ритер в Мюнстер, защитава дисертация през 1963 г. Приват-доцент, след това професор в университета в Гисен (от 1965), почетен професор от 1993.
Стипендиант на Висеншафтсколег в Берлин (1982 – 1983). Президент на Германското философско общество (1984 – 1987). Почетен доктор на университета „Фридрих Шилер“ в Йена (1994).
Умира на 9 май 2015 година в Целе, Германия, на 87-годишна възраст.

## Философска позиция
Марквард е автор на есета върху философията на историята, философска антропология и естетика. Критик на Франкфуртската школа. Член на изследователската група Поетика и херменевтика, участва в проекти на литературоведите Ханс Роберт Яус и Волфганг Изер.
Известен е най-вече със своята компенсационна теория, според която технизирането на света не обрича, а напротив стимулира духовността, без чиято компенсационна функция човекът би изгубил човешкия си облик.

## Трудове
- Skeptische Methode im Blick auf Kant (Скептичният метод с оглед Кант). Alber, Freiburg/München 1958
- Schwierigkeiten mit der Geschichtsphilosophie (Трудности при философията на историята). Suhrkamp, Frankfurt am Main 1973
- Abschied vom Prinzipiellen (Прощаване с основополагащото). Reclam, Stuttgart 1981
- Apologie des Zufälligen (Апология на случайното). Reclam, Stuttgart 1986
- Transzendentaler Idealismus, romantische Naturphilosophie, Psychoanalyse (Трансцендентален идеализъм, романтическа натурфилософия, психоанализа). Köln: Verlag für Philosophie J. Dinter, 1987
- Aesthetica und Anaesthetica (Естетика и анестезия). Schöningh, Paderborn 1989
- Skepsis und Zustimmung (Скепсис и съгласие). Reclam, Stuttgart 1994.
- Glück im Unglück (Щастие в нещастието). Fink, München 1995
- Philosophie des Stattdessen (Философия на заместването). Reclam, Stuttgart 2000.
- Skepsis als Philosophie der Endlichkeit (Скепсисът като философия на крайното). Bouvier, Bonn 2002
- Zukunft braucht Herkunft (Бъдещето се нуждае от миналото). Reclam, Stuttgart 2003.
- Individuum und Gewaltenteilung (Индивидът и разделението на властите). Reclam, Stuttgart 2004.
- Skepsis in der Moderne (Скепсисът в епохата на модерността). Reclam, Stuttgart 2007.

## Отличия
- 1984 – Награда „Зигмунд Фройд“ за научна проза[2][3]
- 1990 – Орден „За заслуги“ на Хесен[3]
- 1992 – Награда „Ервин Щайн“[3][4]
- 1994 – Доктор хонорис кауза на Йенския университет
- 1996 – Награда „Ернст Роберт Курциус“ за есеистика[3]
- 1997 – „Хесенска културна награда“ в раздел „Наука“[3]
- 1998 – Награда „Цицерон“ в Бон
- 2008 – Орден „За заслуги пред Федерална Република Германия“[3][5]